# Peter Beaven
Peter Beaven (ur. 22 maja 1953) – brytyjski lekkoatleta specjalizujący się w długich biegach sprinterskich, mistrz Europy juniorów z Paryża (1970) w biegu na 400 metrów.

## Sukcesy sportowe
- mistrz Wielkiej Brytanii juniorów do 17 lat w biegu na 400 m – 1969
- mistrz Wielkiej Brytanii juniorów w biegu na 400 m – 1970[2]

| Rok  | Miasto | Zawody                      | Konkurencja   | Wynik       |
| ---- | ------ | --------------------------- | ------------- | ----------- |
| 1970 | Paryż  | mistrzostwa Europy juniorów | bieg na 400 m | złoty medal |

## Rekordy życiowe
- bieg na 200 m – 21,5 – Blackburn 29/08/1970[3]
- bieg na 400 m – 47,11 – Paryż 12/09/1970